# David Nel·lo i Colom
David Nel·lo i Colom (Barcelona, 1959) és un escriptor, traductor i músic flautista català. Premi Andròmina de narrativa el 2006. Especialitzat en literatura infantil i juvenil, també ha obtingut els premis Vaixell de Vapor (1994), Enric Valor de narrativa juvenil (1998), Cavall Fort de contes (1999), Fiter i Rossell de novel·la (2001), columna Jove (2002), Ciutat d'Olot (2007), EDEBÉ de narrativa infantil i juvenil (2014), Premi Prudenci Bertrana de novel·la (2017). i Premi Sant Jordi de novel·la (2019). Les seves obres han estat traduïdes al castellà, francès, alemany, turc, coreà, rus, tagal, grec i portuguès.

## Obres

### Infantil
- Els menjabrossa (1995) Ed. Cruïlla Premi El Vaixell de Vapor
- Mr. Monkey (1997) Ed. Cruïlla
- La porta prohibida (1999) Ed. Cruïlla
- El lloro de Budapest (1999) Ed. Cruïlla
- La formiga cubana (1999) Edicions del Bullent
- El geni de la bicicleta (2000) Ed. Cruïlla
- Els antilladres (2001) Ed. EDEBÉ
- Els rebels de la cabanya (2004) Ed. Cruïlla
- El restaurant d'Adrià Potato (2007) Ed. Cruïlla
- L'any dels polls (2007) Ed. Cruïlla
- La desgràcia d'Isolda Potato (2008) Ed. Cruïlla
- La gran encallada (2009) Ed. Cruïlla
- Quadern d'agost (2009) Estrella Polar
- Ludwig i Frank (2011) Ed. La Galera Premi J.M. Folch i Torres
- La nova vida del senyor Rutin (2014) Ed. EDEBÉ Premi EDEBÉ de literatura infantil

### Juvenil
- El duomo (1996) Ed. Cruïlla
- Per què no m'ho deies? (1996) Ed. Cruïlla
- Després d'en Marcel (1997) Ed. Cruïlla
- La meva Eurídice (1998) Ed. Cruïlla
- Peter Snyder (1999) Edicions del Bullent Premi Enric Valor de Narrativa juvenil[4]
- La línia del final del mar (2000) Empúries
- Quadern australià (2000) Ed. Cruïlla
- L'aposta (2002) Ed. Columna Premi Columna Jove
- Babushka (2006) Baula
- Contrajoc (2007) La Galera Premi Ciutat d'Olot de Novel·la Juvenil
- Guguengol (2009) Estrella Polar Premi Ramon Muntaner
- Missió futur (2014) Fanbooks
- La tribu dels Zippoli (2017) Ed. Bambú

### Adults
- Nou dits (2001) Ed.Columna Premi Fiter i Rossell
- Història natural (2003) Ed. Columna
- Informe celestial (2004) Ed. Columna
- La geografia de les veus (2007) Ed. 3i4 Premi Andròmina de narrativa
- El meu cor cap a tu per sempre (2009) Ed. Empúries Premi Marian Vayreda
- Setembre a Perugia (2011) Ed. Proa Premi Roc Boronat[5]
- Melissa & Nicole (2017) Ed. Columna Premi Prudenci Bertrana
- La segona vida del Marc (2018) Premi Gran Angular
- Les amistats traïdes (2020) Premi Sant Jordi de novel·la

### Descripció i viatges
- Retorn a Budapest (2001) Ed. Columna

### Teatre
- Vida d'herois (2003) Col·lecció Teatre-Entreacte, Ed.AADPC
- Arion i el Dofí